# Selaginella wallacei
Selaginella wallacei (лат.) — травянистое споровое растение, вид рода Плаунок (Selaginella) семейства Плаунковые, или Селагинелловые (Selaginellaceae). Произрастает в западной части Северной Америки.

## Ботаническое описание
Selaginella wallacei — колючий литофит, известный под общим названием «колючий мох Уоллеса». Вид разнообразен по внешнему виду, его форма зависит от среды обитания, в которой он растёт. Растение может распространяться множеством узких ветвей или небольшой плотной циновкой. Разветвляющиеся стебли вырастают примерно до 25 см в длину, но могут оставаться намного короче в засушливых условиях. Ветви выстланы линейными, копьевидными или продолговатыми листьями длиной до 4 мм, включая щетинки на кончиках. Стробилы (так называемые «колоски»), содержащие плодущие листья (спорофиллоиды), могут быть довольно длинными, достигая 9 см.
Selaginella wallacei растёт на скалах или на земле, образуя рыхлое или плотное коврообразное покрытие. Стебли радиально-симметричные ползучие неправильно раздвоенные, без бутоновидных ветвей, кончики прямые. Главный стебель длинный. Ризофоры расположены на верхней стороне стебля по всей длине стебля, диаметром 0,23-0,36 (до 0,4) мм. Листья плотно или слабо прижатые восходящие зелёные линейно-ланцетные размером 1,8-3,5 X 0,39-0,66 мм. Стробилы часто парные, 1-4,5 (до 9) см.

## Распространение и местообитание
Произрастает в западной части Северной Америки в Британской Колумбии, Альберте, Вашингтоне, Орегоне,  Монтане, Айдахо и Калифорнии. Растёт на открытых скалах, каменистых склонах, песчаной и гравийной почве, а также на влажных затенённых долинах и лугах на высотах до 2 тыс. м над уровнем моря. 